# Kicad
Kicad, formellt KiCad, är ett programpaket med öppen källkod för elektronisk designautomation (EDA), design av kopplingsschema och mönsterkort (PCB). Kicad är utvecklat av Jean-Pierre Charras, och innehåller en integrerad miljö som kopplar samman schemaritning, komponentlista, och mönsterkortslayout.

## Delar
Kicad-mjukvaran är organiserad i fem delar:
- kicad - Projekthanterare.
- eeschema - Schemaritning.
- cvpcb - Komponentlayout-väljare.
- pcbnew - Layoutprogram för mönsterkort med 3D-vy möjlighet.
- gerbview - Visare av gerberfiler (fotoplotterdokument).

## Innehåll

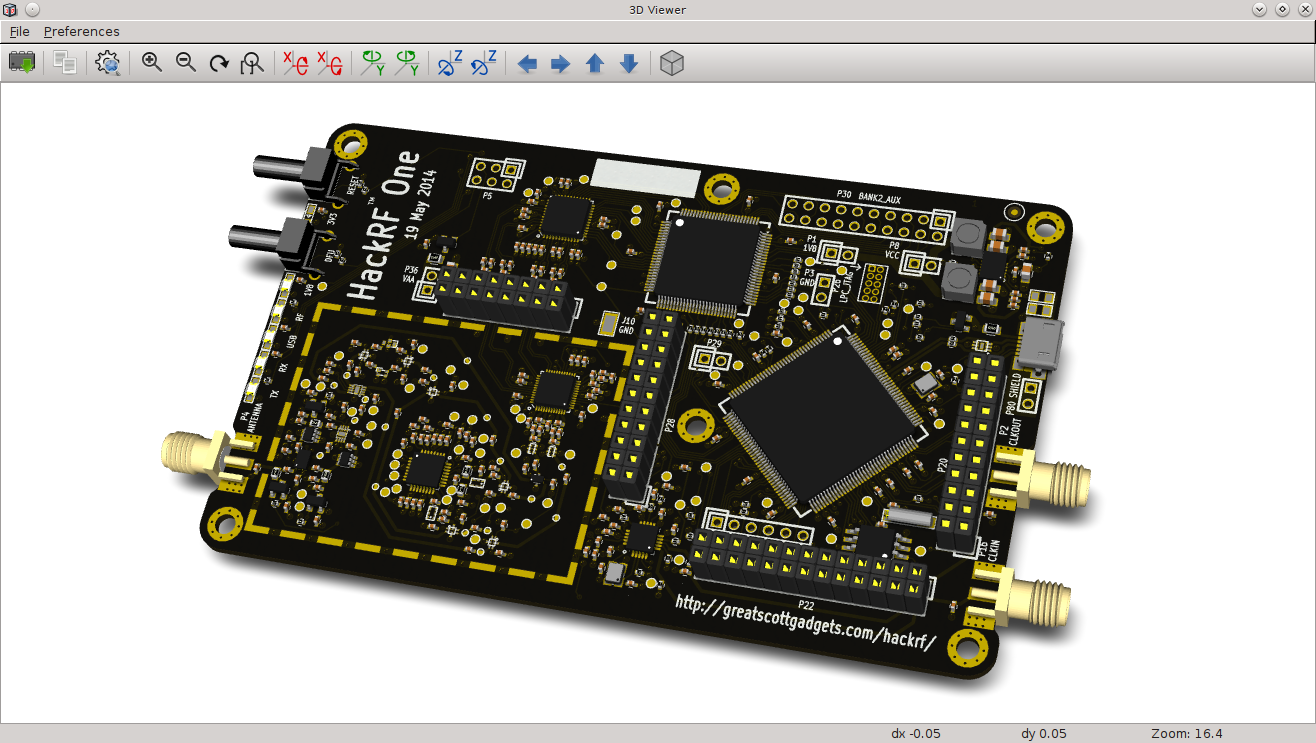
En 3D-modell av ett kretskort i Kicads 3DViewer.

Jämfört med andra fria mjukvarualternativ, så löser Kicad alla steg med ett integrerat gränssnitt:
Schemaritning, mönsterkortslayout, generering av gerberfiler (utskrift), visualisering och redigering av komponentbibliotek.
Kicad är ett multiplattformsprogram, skrivet med WxWidgets för att kunna användas med flera plattformar som FreeBSD, Linux, Windows och Mac OS.  Många komponentbibliotek finns tillgängliga. Det finns även verktyg för att migrera komponenter från andra EDA-programvaror. Filformatet som används är ren text som är väldokumenterat, vilket är bra för versionshanteringssystem som CVS och SVN och för att skapa automatiserade komponentgenereringsskript.
Kicad har översatts till ett stort antal språk, däribland svenska.